# Cataratas de Rough, Kentucky

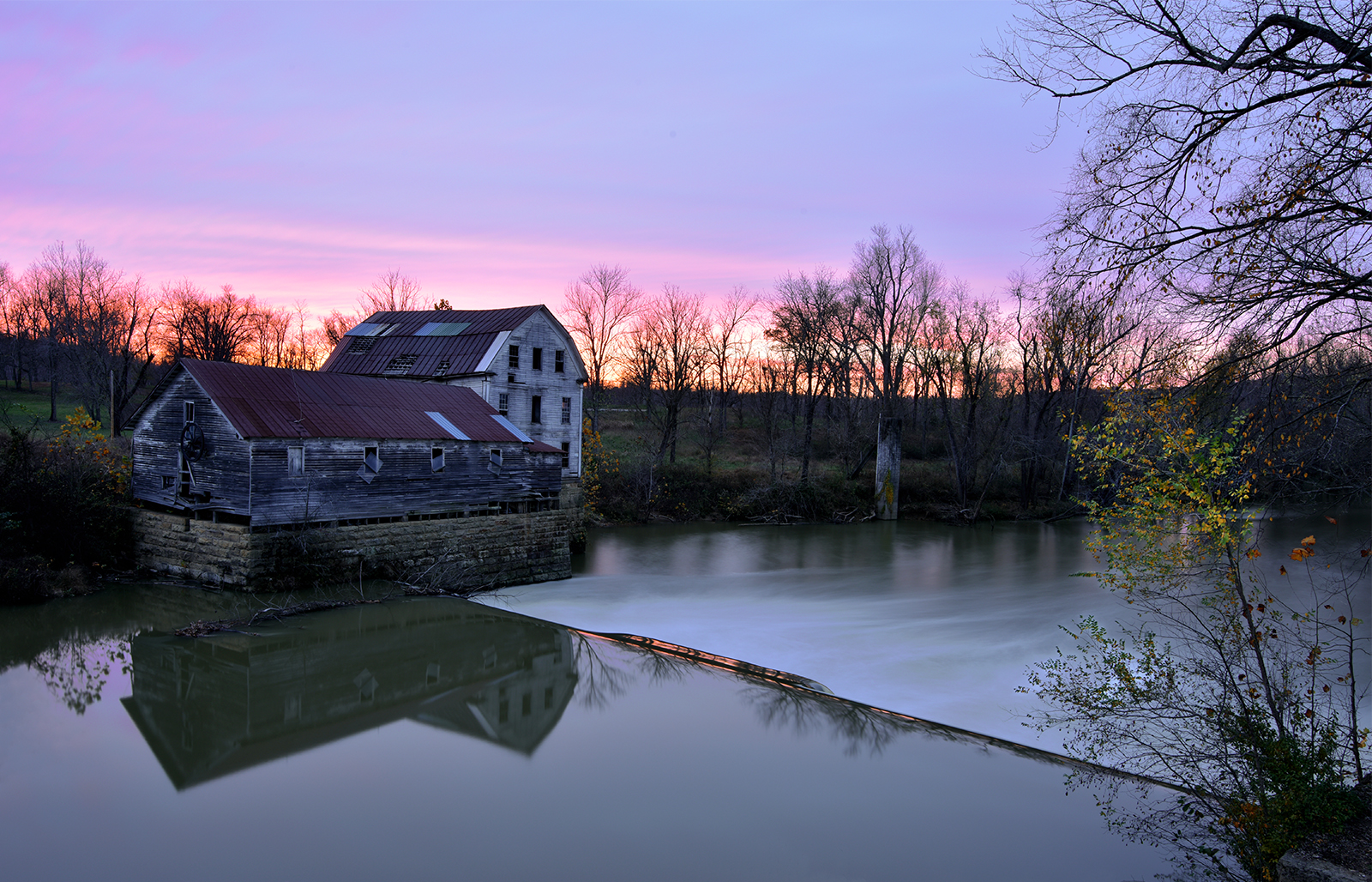
Molino abandonado en Falls of Rough.

Falls of Rough es una comunidad no incorporada localizada principalmente en el condado de Grayson, y una parte más pequeña en el condado de Breckinridge, Kentucky, Estados Unidos.

## Historia
Falls of Rough se localiza en el límite entre los condados de Breckinridge y Grayson. Aquí se han encontrado muchas reliquias indias de distintas tribus diferentes. En 1792, George Washington poseía 5000 acres en el área. En 1790 se aprovechó el poder de las cataratas con la construcción de un nuevo molino. El primer colono allí fue George Wilson de Carolina del Norte, quien construyó la primera represa en el área. Algunos años después de comprar varios miles de acres en las cataratas, Benjamin Sebastian, uno de los primeros jueces de la Corte de Apelaciones de Kentucky, vendió todo a Willis Green. En 1823, Willis Green construyó la casa y la tienda que a día de hoy aún se mantienen en pie.
Cuando la oficina de correos de Falls of Rough abrió originalmente en 1830, llevaba el nombre de Green. Posteriormente fue renombrado en 1850 por un rápido cercano en el río Rough .
En 1855, la presa hecha de roca construida por Willis Green se derrumbó. Lafe Green pidió prestados $20,000 a BF Beard para reconstruirlo. La mampostería de la nueva presa fue realizada por Edgar Bennett y hasta ahora ha resistido el paso del tiempo. Después de años de operación, el aserradero se quedó sin árboles de calidad en el área y cerró en 1933. Entre 1915 y 1920, los Green poseían más de 8,000 acres de tierra, lo que la convertía en la operación agrícola individual más grande del estado en ese momento. Aquí también funcionó un molino harinero. Procesaban 6.250 barriles de harina al día. La mejor calificación se llamó "Grayson Lily", la siguiente "Rosa blanca" y la tercera "Suficientemente buena".

## Clima
El clima en esta área se caracteriza por veranos calurosos y húmedos, así como inviernos generalmente templados a fríos. Según el sistema de clasificación climática de Köppen, Falls of Rough tiene un clima subtropical húmedo, abreviado como "CSH" en los mapas climáticos.